# Rymosia inflata
Rymosia inflata är en tvåvingeart som beskrevs av Oskar Augustus Johannsen 1912. Rymosia inflata ingår i släktet Rymosia och familjen svampmyggor.
Artens utbredningsområde är New York. Inga underarter finns listade i Catalogue of Life.